# Formangueires
Formangueires (Formandyêre  en patois fribourgeois) est une localité et une ancienne commune suisse du canton de Fribourg, située dans le district de la Sarine.

## Histoire
Formangueires est situé sur la rive droite de la Sonnaz (rivière).
En 1294, Nicolas d'Englisberg vendit en 1294 les villages de La Corbaz, Lossy et Formangueires à son frère Guillaume et à Jean de Vuippens.
Réunie à l'ancienne commune de Lossy en 1834, les deux communes n'eurent dès lors qu'un seul Conseil communal, mais la jouissance et l'administration des biens communaux restèrent séparées jusqu'à la fusion de 1982.
Formangueires fit partie des Anciennes Terres (bannière de l'Hôpital) dès 1442 au plus tard, puis du district de Fribourg de 1798 à 1848. L'Hôpital de Fribourg et la Grande-Confrérie vendirent la dîme du village en 1669. La localité releva de tout temps de la paroisse de Belfaux. Elle a gardé son caractère agricole: élevage, cultures céréalières et fourragères.
Formangueires a fusionné en 1982 avec Lossy pour former la commune de Lossy-Formangueires. Celle-ci va à son tour fusionner en 2004 avec ses voisines de Cormagens et La Corbaz pour former la commune de La Sonnaz.

## Toponymie
1294 : Villa Fromondeiri

## Démographie
Formangueires comptait 45 habitants en 1831, 74 en 1950, 56 en 1981.